# Gryon amleticus
Gryon amleticus är en stekelart som beskrevs av G. Mineo och Virgilio Caleca 1996. Gryon amleticus ingår i släktet Gryon och familjen Scelionidae. Inga underarter finns listade i Catalogue of Life.